# Лукодянов Ісай Борисович
Іса́й Бори́сович Лукодя́нов (рос. Иса́й Бори́сович Лукодья́нов, 24 травня (6 червня) 1913, Баку — пом.15 травня 1984, Баку) — російськомовний азербайджанський радянський письменник-фантаст. Усі свої художні твори він написав у співавторстві зі своїм двоюрідним братом Євгенієм Войскунським.

## Біографія
Ісай Лукодянов народився у 1913 році в Баку. Він закінчив політехнічний інститут, після закінчення якого працював інженером-механіком. Під час німецько-радянської війни Лукодянов служив у військово-повітряних силах, де займався обслуговуванням літаків. Після повернення з армії в Баку Ісай Лукодянов працював інженером у нафтовидобувних підприємствах, а також займався написанням науково-технічної літератури. Активну літературну діяльність розпочав із 1961 року, постійно співпрацював із свої двоюрідним братом Євгенієм Войскунським, проте їх творчість несподівано піддалась жорсткій критиці з боку владних структур, після чого брати не могли більше публікувати свої фантастичні твори. За кілька років після цього Ісай Лукодянов важко захворів і помер 15 травня 1984 року.

## Літературна творчість
Літературну творчість Ісай Лукодянов розпочав в жанрі наукової фантастики разом із своїм двоюрідним братом Євгенієм Войскунським. Зі слів самих авторів, поштовхом до написання їх першого фантастичного роману була дорожня пригода, свідками якої вони стали в рідному для них місті Баку, під час якої пішохід лише дивом проскочив перед колесами вантажівки. На короткий час Войскунському і Лукодянову здалось, ніби пішохід пройшов скрізь автомобіль, який наїхав на нього, неначе як ніж через масло. І саме ідея проникності твердих тіл лягла в основу їх першого спільного і найкращого роману «Екіпаж «Меконгу»», в якому описуються як найновіші наукові відкриття, так і таємниці минулого. Роман умовно входить до дилогії, яку називають «Інститут фізики моря». До неї також включають роман «Ур, син Шама», в якому описується історія хлопчика-шумера, якого іншопланетяни забрали на свою планету, та який завдяки парадоксу Ейнштейна після повернення на нашу планету потрапив у 70-ті роки ХХ століття. Найпомітнішими іншими фантастичними творами дуету письменників є романи «Дуже далекий Тартесс», «Плескіт зоряних морів», «Незаконна планета», повість «Чорний стовб», оповідання «Прощання на березі», а також цикл творів «Життя і пригоди Олексія Новикова, космічного розвідника». У письменницькому дуеті Ісай Лукодянов був генератором фантастичних ідей та технічних подробиць, а Войскунський переважно робив літературну обробку текстів творів. Проте плідне співробітництво письменників порушилось у зв'язку із незалежними від них причинами. Після публікації роману «Ур, син Шама» письменників звинуватили в сіонізмі, і тривалий час вони не могли публікуватися. Ці звинувачення та неможливість друкуватися призвели до того, що Лукодянов важко захворів, і невдовзі помер, а Войскунський на тривалий час відійшов від написання фантастики.

## Переклади
Твори Євгенія Войскунського та Ісая Лукодянова перекладені англійською, угорською, румунською, французькою, болгарською, японською, німецькою та іншими мовами.